# Am Tunnel
Am Tunnel est une galerie d'art contemporain, située dans un tunnel de la ville de Luxembourg, dans le sud du pays. La galerie est située dans une partie des casemates souterraines de l'ancienne forteresse de la ville, sous le plateau Bourbon, dans la partie nord du quartier de la Gare. Elle est reliée à l'ancien siège de la Banque et Caisse d'Épargne de l'État (BCEE), la troisième plus grande banque basée à Luxembourg.

## Historique
Le tunnel reliant les quatre bâtiments est percée en 1987 pour faciliter le transport d'argent entre les bâtiments de la banque. Ce n'est qu'en 1992-3 que l'aménagement du tunnel en galerie d'art démarre. Les activités d'exposition artistique démarrent en 1995.

## Expositions
- Collection permanente : Edward Steichen
- Avril-septembre 2019 : Déjà-vus photographiques, 138 œuvres de la collection photographique de la BCEE[2]